# 川西银莲花
川西银莲花（学名：Anemone prattii）是毛茛科银莲花属的植物，为中国的特有植物。分布在中国大陆的四川、云南等地，生长于海拔1,700米至2,400米的地区，常生长在山地林下阴湿处，目前尚未由人工引种栽培。